# Clubiona tikaderi
Clubiona tikaderi este o specie de păianjeni din genul Clubiona, familia Clubionidae, descrisă de Majumder și Tikader, 1991. Conform Catalogue of Life specia Clubiona tikaderi nu are subspecii cunoscute.